# Лук Макги
Лук Пол Макги (енгл. Luke Paul McGee; 2. септембар 1995) је енглески фудбалски голман, који тренутно игра за Тотенхем хотспер.